# Melanoplus oregonensis
Melanoplus oregonensis är en insektsart som först beskrevs av Thomas, C. 1875.  Melanoplus oregonensis ingår i släktet Melanoplus och familjen gräshoppor.

## Underarter
Arten delas in i följande underarter:
- M. o. oregonensis
- M. o. triangularis